# ميجنا جولزار
ميجنا جولزار (بالإنجليزية: Meghna Gulzar)‏ (من مواليد 13 ديسمبر عام 1973  م) هي مخرجة أفلام، وكاتبة سيناريو هندية، ولدت في مومباي.

## وصلات خارجية
- ميجنا جولزار على موقع IMDb (الإنجليزية)
- ميجنا جولزار على موقع ألو سيني (الفرنسية)
- ميجنا جولزار على موقع أول موفي (الإنجليزية)
- ميجنا جولزار على موقع قاعدة بيانات الفيلم (الإنجليزية)
- ميجنا جولزار على موقع كينوبويسك (الروسية)